# Міжнародний день охорони озонового шару
Міжнаро́дний день охоро́ни озо́нового ша́ру (на офіційних мовах ООН: англ. International Day for the Preservation of the Ozone Layer, ісп. Día International de la Preservación de la Capa de Ozono, рос. Международный день охраны озонового слоя, фр. la Journée internationale de la protection de la couche d'ozone) проголошено 1994 року Генеральною Асамблеєю ООН резолюцією № A/RES/49/114 на 16 вересня. Дату вибрано в пам'ять про підписання Монреальського протоколу.
16 вересня 1987 року в Монреалі (Канада) відповідно до Віденської конвенції був розроблений Монреальський протокол про речовини, що руйнують озоновий шар, який був підписаний і набув чинності 1 січня 1989 року. Його мета – захист озонового шару за допомогою скорочення (або припинення) виробництва і споживання деяких хімічних речовин, які руйнують озоновий шар.
Україна у 1995 році підписала, а у 1996 році ратифікувала Віденську конвенцію. 
20 вересня 1998 року Україна приєдналася до Монреальського протоколу.